# Пролетарський інтернаціоналізм

Емблема III Інтернаціонала.

Пролета́рський інтернаціоналі́зм (також міжнародний соціалізм) — поняття з марксистського вчення, складова частина марксистської соціально-класової концепції. Концепція заснована на уявленні, що капіталізм в «епоху імперіалізму» є глобальною системою, отже робітничий клас повинен діяти як світовий клас, якщо цей клас хоче перемогти його. Робітники повинні боротися на знак солідарності зі своїми колегами в інших країнах на основі загальних інтересів класу. Теоретичне обґрунтування та практичне втілення, пролетарський інтернаціоналізм знайшов в ідеології марксизму-ленінізму, яка була панівною в СРСР. Пролетарський інтернаціоналізм проголошувався основним чинником формування зовнішньої політики соціалістичних держав-сателітів СРСР. До того-ж СРСР зазначався як «світовий лідер», «полюс», «великий радянський народ (нова спільність)» тощо, тобто інтернаціоналізм у пропаганді легко підмінювався на слабко-приховані нацистські гасла панівної нації (російського народу) або соціальної групи (комуністичної номенклатури, «слуг народу», тощо).
Стрижневим принципом пролетарського інтернаціоналізму є переважання класових інтересів над національними, саме тому він є антагоністичним до націоналізму. Націоналізм розглядався як «буржуазний», адже суперечив комуністичній ідеології і тому вважався ворожим. Виходячи із марксистських уявлень про поділ суспільства на класи, пролетарський інтернаціоналізм — солідарність пролетарів, що випливає із спільності їх інтересів, незалежно від країни або нації, до якої вони належать.
Пролетарський інтернаціоналізм — міжнаціональна та міжнародна єдність робітників і всіх трудящих у боротьбі за перемогу соціалістичної (світової) революції, побудову соціалізму та комунізму; один з найважливіших принципів комуністичного та робітничого руху. Пролетарський інтернаціоналізм протистоїть буржуазному націоналізму, великодержавному шовінізму, космополітизму, расизму та виник з появою наукового комунізму й є невід'ємною частиною марксизму-ленінізму. Теоретичні обґрунтування і відправні положення пролетарського інтернаціоналізму, вироблені вождями світового пролетаріату К. Марксом, Ф. Енгельсом, В. Леніним (Ульяновим). Основу становлять спільність класових інтересів пролетаріату, трудящих мас незалежно від того, в якій країні вони живуть і до якої національності належать, спільність кінцевої мети робітничого класу — перемога комунізму, потреба протиставити міжнародному об'єднанню і взаємній підтримці капіталістів різних країн, міжнародну солідарність трудящих.
У вужчому, політичному розумінні — розумова модель зміни наявної несправедливої конфігурації геополітичних сил, шляхом одночасних революційних виступів трудових мас у різних країнах, задля побудови нових справедливих міжнародних і міждержавних відносин Пролетарський інтернаціоналізм — суспільно-політичні погляди та течії, протилежні націоналізму. Пролетарський інтернаціоналізм так би мовити, невід'ємно веде до «братства народів».

Ідея солідарності від середини 19 ст. була взята на озброєння прибічниками марксизму, які перетворили її на політичну доктрину пролетарського інтернаціоналізму  — солідарної боротьби робітників усіх країн Світу за власні права. Гасло «Пролетарі всіх країн, єднайтеся!», проголошене у «Маніфесті Комуністичної партії», за тогочасних умов розвитку капіталізму, було використане як дієвий засіб соціальної мобілізації, а також заохочувало створення соціал-демократичних і комуністичних партій у різних країнах та сприяло узгодженню їхніх політичних виступів

###### Комуністичний Інтернаціонал
1914 року, більша частина соціал-демократів (в тому числі II Інтернаціонал) підтримала власні уряди в Першій світовій війні і встала на націоналістичні позиції; меншість відкидала «імперіалістичну війну», розглядаючи її як зіткнення між імперіалістами, яке не залежить від інтересів трудящих, а також як зручний привід («війна між Австрією та Росією була б корисна» — Ленін) для революції і встановлення диктатури пролетаріату. Згодом прихильники цієї лінії (що прийшли в жовтні 1917 до влади в РРФСР) стали називати себе не соціал-демократами, а комуністами.
Комуністичний Інтернаціонал, також відомий як Комінтерн або Третій Інтернаціонал, було утворено 1919 року після жовтневого перевороту в РРФСР, по закінченню Першої світової війни і розпуску Другого Інтернаціоналу. Це було об'єднання комуністичних політичних партій з усього світу, прихильних пролетарському інтернаціоналізму і революційному поваленню світової буржуазії. У Маніфесті Комуністичного Інтернаціоналу, написаному Л. Троцьким (Бронштейном), політичне спрямування Комінтерну окреслюється як: «проти імперіалістичного варварства, проти монархії, проти привілейованих станів, проти буржуазної держави та буржуазної власності, проти всіх видів і форм класової чи національної приналежності, пригнічення». Розпущений ІІІ Інтернаціонал, 1943 року.